# Vakhtang II Gurieli
Vakhtang II Gurieli fou mtavari de Gúria del 1792 al 1803. Va ocupar el tron a la mort del seu germà gran Simó II Gurieli el 1792. Deposat i encarcerat pels russos al castell de Chagvi, el 1803. El poder va passar al fill de Simó II Gurieli, Mamia V Gurieli, sota regència. Estava casat amb Mariami, filla del príncep Demetri Qaplanishvili-Orbeliani, i d'Anna (filla de Garsevan Irubakidze, príncep de Satcholokao, Muravi dels Pshavs, Khevsurs i Tanetis'). Va morir el 1814.